# Castello di Čím
Il castello di Čím (in ceco zámek Čím) si trovava nella città omonima del Distretto di Příbram nella Boemia Centrale della Repubblica Ceca. La sua storia è iniziata nel XVII secolo.

## Storia
Il castello era un antico fortilizio di pastori. Storicamente vi furono insediamenti su colline pedemontane e nel territorio furono presenti le fortezze di kolo e di Čím, appartenenti allo stesso periodo. Nel villaggio di Čim gli insediamenti sono risalenti a più di 5.000 anni fa. La documentazione più antica risale al 1316 e il nome originale del villaggio era Čami, dall'antico boemo. Si suppone che un uomo con questo nome fosse il fondatore del primo maniero del luogo. A metà del XIV secolo Čím era molto vasto rispetto ai villaggi circostanti e vi si stabilirono diversi clan. Lo sviluppo del luogo è stato probabilmente influenzato dall'espansione delle miniere d'oro intorno a Knín. La tenuta col castello di Čím' viene documentata nel 1463, nel 1521 la fortezza risultò apparenere a Čámech. Questo podere con la rocca apparteneva alla frazione libera del paese e si può supporre che si trovasse nella sua parte settentrionale. Poiché all'epoca il proprietario viveva a Netvořice, probabilmente la fortezza non fu mantenuta e gradualmente cadde in rovina. L'ubicazione della fortezza stessa non è del tutto chiara e le uniche informazioni attendibili si ricavano da riferimenti alla trascrizione nel Registro Fondiario. Attorno al 1654 la tenuta venne fusa con un'altra e in tal modo divenne la più grande fattoria nel territorio e i proprietari furono Martin e Ctibor Nosákovci. La fattoria disponeva di un frantoio e prima del 1700, accanto alla masseria venne costruito un castello, anche se la data esatta non è nota. Nel 1787 fu registrato che il castello ospitava una grande biblioteca della famiglia Koc, all'epoca proprietaria dell'edificio. Nel 1835 la tenuta fu venduta a
al maniero di Slap e gli oggetti di valore del castello, compresa l'attrezzatura della cappella, furono portati a Slap. Col tempo poi il castello cadde in rovina e fu demolito nel 1875. A quel tempo dell'edificio rimaneva solo una solida muratura, i contrafforti e i gradini di quercia. Sullo stesso sito venne costruito un nuovo edificio in mattoni con il tetto in tegole cotte e una semplice torre con due campane. Anche questo edificio poi cadde in rovina e fu demolito nel 1959 e di quella struttura restano solo la cantina originale e un pozzo.

## Descrizione
Il castello si trovava nella città di Čím della Boemia Centrale (Repubblica Ceca) e in origine fu un edificio prevalentemente in legno con robusti contrafforti in mattoni e tetto a padiglione. Sul lato destro del piano terra si trovava la cappella gentilizia con dedicazione a San Vito. Venne progressivamente abbandonato poi demolito entro la seconda metà del XX secolo.